# Heliconia magnifica
Heliconia magnifica är en enhjärtbladig växtart som beskrevs av Walter John Emil Kress. Heliconia magnifica ingår i släktet Heliconia och familjen Heliconiaceae. Inga underarter finns listade.